# Myrsine rawacensis
Myrsine rawacensis är en viveväxtart som beskrevs av A. Dc. Myrsine rawacensis ingår i släktet Myrsine och familjen viveväxter. Inga underarter finns listade i Catalogue of Life.